# مبدأ الفوهرر
مبدأ الزعيم [ˈfyːʀɐpʀɪnˌtsiːp]  ( سماع) (الألمانية لـ «مبدأ الزعيم») المنصوص عليه في الأساس الأساسي للسلطة السياسية في الهياكل الحكومية للرايخ الثالث. هذا المبدأ يمكن أن يكون أكثر إيجازا يفهم على أنه يعني أن "كلمة الفوهرر ' هي فوق كل قانون مكتوب"، وأن تهدف السياسات الحكومية والقرارات ومكاتب للعمل نحو تحقيق هذه الغاية. في الاستخدام السياسي الفعلي، يشير بشكل أساسي إلى ممارسة الديكتاتورية داخل صفوف الحزب السياسي نفسه، وعلى هذا النحو، فقد أصبح بمثابة رمز للفاشية السياسية.

## أيديولوجية

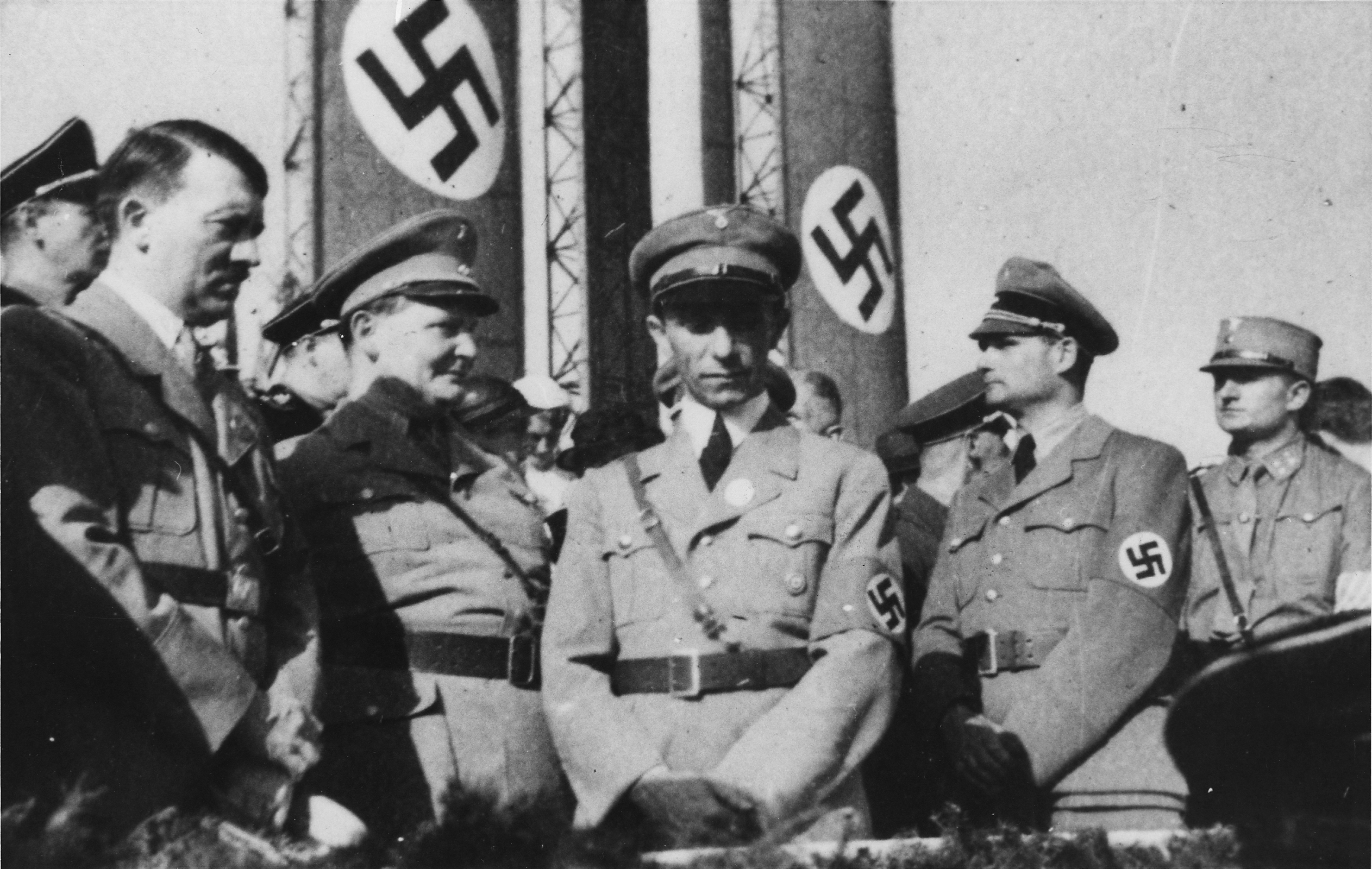
"التسلسل الهرمي النازي، هتلر، غورينغ، غوبلز، هيس"، (السنوات اليائسة)

لم يكن مبدأ الزعيم اختراع نازي. كان هيرمان فون كيسيرلينغ، الفيلسوف الألماني البلطيقي من إستونيا، أول من استخدم هذا المصطلح. كان أحد مزاعم كيسيرلينغ المركزية أن بعض «الأفراد الموهوبين» قد «ولدوا للحكم» على أساس الداروينية الاجتماعية.
ترى إيديولوجية مبدأ الزعيم أن كل منظمة هي تسلسل هرمي من القادة، حيث يتحمل كل قائد (Führer، بالألمانية) المسؤولية المطلقة في منطقته، ويطلب الامتثال من من هم أقل منه بإطاعة مطلقة ويجيب على رؤسائه فقط. هذا يتطلب الطاعة والولاء حتى عند الخوف من الصواب والخطأ (نفذ امر من اعلى منك ولا تفكر ان كان خطا أو على صواب). أجاب الزعيم الأعلى، أدولف هتلر، لله والشعب الألماني. قال الفيلسوف الإيطالي جورجيو أجامبين رأى هتلر نفسه تجسيدًا لأوكتوريتاس، وكقانون حي أو أعلى قانون في حد ذاته، يجمع بشكل فعال في السلطة التنفيذية للشخصية والسلطة القضائية والسلطة التشريعية. بعد الحملة المزعومة ضد رووم، أعلن هتلر: «في هذه الساعة، كنت مسؤولاً عن مصير الأمة الألمانية، وبالتالي كنت القاضي الأعلى للشعب الألماني!» 